# Циммерн, Генрих
Генрих Циммерн (нем. Heinrich Zimmern; 14 июля 1862, Грабен-Нойдорф — 17 февраля 1931, Лейпциг) — германский богослов и учёный-востоковед, ассириолог и семитолог, преподаватель, один из основателей немецкой ассириологии.
Детство провёл в окрестностях Карлсруэ, среднее образование получил в Саарбрюкене. С 1881 по 1883 год изучал протестантское богословие в Лейпцигском университете, специализируясь на Ветхом Завете, но со второго семестра обучения занимался также ассириологией. В 1883 году отучился один семестр в Берлинском университете, затем перешёл в Эрлангенский университет, в котором в 1885 году завершил получение высшего образования, получил учёную степень за исследование «Babylonische Busspsalmen». В том же году вышло в полном виде его капитальное исследование о вавилонских псалмах как один из выпусков «Assyriologische Bibliothek». В 1885 году получил викариат в Келе, но в середине 1886 года был приглашён преподавать на богословский факультет Эрлангенского университета. В 1887 году получил должность в библиотеке Страсбургского университета, где продолжил заниматься научными исследованиями. В 1889 году защитил габилитационную работу по ассириологии в Кёнигбергском университете. В 1890 году был назначен приват-доцентом в Университете Галле, с 1894 года преподавал в Лейпцигском университете в звании экстраординарного профессора ассириологии. В 1899 году перешёл на должность экстраординарного профессора семитских языков в Университет Бреслау, а в 1900 году стал ординарным профессором восточных языков в Лейпцигском университете, основав при нём семитологический институт. В 1929 году стал почётным профессором университета.
В «Zeitschrift für Assyriologie» он поместил несколько статей по толкованию текстов из Тель-Амарны (1890 и 1892) и по вавилонской метрике (1895). Письма из Тель-Амарны, как источник для истории Палестины, дали Циммерну материал для работ в «Zeitschrift d. Deutsch. Palästina Vereins» (том VIII: «Palästina um das Jahr 1400 v. Chr. nach neuen Quellen»). В 1898 году вышла его «Vergleichende Grammatik d. Semitischen Sprachen». Дальнейшие его работы были посвящены в основном ассириологическим толкованиям Ветхого Завета: «Vater, Sohn und Versprecher. Biblische und Babylonische Urgeschichte», переработка богословской части «Keilinschriften u. d. alle Testament» Шрадера. Циммерн считается первым учёным, включившим в учебный курс преподавание хеттского языка (вскоре после его дешифровки).